# 匽明
匽明（2世紀？—152年5月25日），是东汉蠡吾侯刘翼的媵妾，生汉桓帝刘志。

## 生平
汉桓帝即位後，追尊父親刘翼为孝崇皇，母親匽明則尊为博园贵人。和平元年（150年），梁太后驾崩，漢桓帝派遣司徒持节、奉策、授玺绶到博陵尊匽明为孝崇皇后並請母親匽明入京，居於永乐宫，又將巨鹿九县做为孝崇皇后的汤沐邑。匽明在位三年後，於元嘉二年（152年）5月25日驾崩，7月1日，与刘翼合葬博陵。

## 延伸阅读
[在维基数据编辑]
 《後漢書·卷10下》，出自范晔《後漢書》
 《東觀漢記》